# Sokola Góra (powiat zgierski)
Sokola Góra – wieś w Polsce położona w województwie łódzkim, w powiecie zgierskim, w gminie Parzęczew, w sołectwie Mariampol.
W latach 1975–1998 miejscowość administracyjnie należała do ówczesnego województwa łódzkiego.
Zobacz też: Sokola Góra, Sokola, Sokola Dąbrowa, Sokolany